# Josef Peter Guggenbichler
Josef-Peter Guggenbichler (* 16. August 1944 in Kitzbühel) war ein österreichischer Pädiater.
Er studierte Medizin an der Universität Innsbruck, wo er 1969 promoviert wurde. Anschließend arbeitete er am Krankenhaus Kufstein und ging 1971–72 an die Universitätsklinik von Illinois. Er absolvierte seine Prüfung zum Facharzt für Kinderheilkunde in den USA und kehrte 1975 nach Österreich zurück. Von 1980 bis 1990 war er Professor an der Universität Innsbruck, von 1990 bis zur Emeritierung 2009 Extraordinarius der Abteilung Infektiologie und Präventive Medizin an der Kinder- und Jugendklinik der Universität Erlangen.
Guggenbichler ist Inhaber zahlreicher Patentanmeldungen für die antimikrobielle Ausstattung von Kunststoffen und hat mit Maximilian Lackner und Undine Soltau, Direktorin der Zentralstelle der Länder für Gesundheitsschutz, das Unternehmen AMiSTec gegründet, welches Materialsysteme antimikrobielle Oberflächen entwickelt. Mittlerweile sind Maximilian Lackner und Undine Soltau aus dem Unternehmen AMiSTec ausgetreten. Das Unternehmen wurde im November 2013 mit dem österr. Jungunternehmerpreis ausgezeichnet.
Seit 1965 war er Mitglied der katholischen Studentenverbindung AV Austria Innsbruck.
Mittlerweile ist er pensioniert und in Ruhestand.

## Schriften (Auswahl)
- als Herausgeber: New aspects for treatment with fosfomycin. Springer, Wien 1987, ISBN 3-211-81986-X.
- als Herausgeber: The Erlanger silver catheter: prevention of foreign body related infections by impregnation of the basic material with silver. MMV, München 1999.
- Praktische Infektiologie des Kindesalters. UNI-MED, Bremen London Boston 2001, ISBN 3-89599-556-8.